# Стасанор
Стасанор (на старогръцки: Στασάνωρ, * през 4 век пр.н.е.) е гръцки генерал на Александър Велики и сатрап.
Стасанор произлиза от кипърския Солой и вероятно е роднина с тамошната владетелска фамилия. От около 332 пр.н.е. той участва като hetairos в свитата на Александър в похода в Азия. През зимата 328 пр.н.е. той пленява въстаналия сатрап Арсак от Ария и го закарва в окови при Александър в Наутака. След това той е поставен като сатрап в Ария и Дрангиана. През 323 пр.н.е. във Вавилон той участва в последното пиене на Александър.
На конференцията в Трипарадис през 320 пр.н.е. той е сменен от сънародника му Стасандрос и получава провинциите Бактрия и Согдиана. През 317 пр.н.е. той изпраща войска за помощ на Евмен от Кардия, но той самият не участва в боевете против Антигон I Монофталм. Антигон му признава през 316 пр.н.е. провинциите. След това за него не се пише повече.